# Elysium Planitia

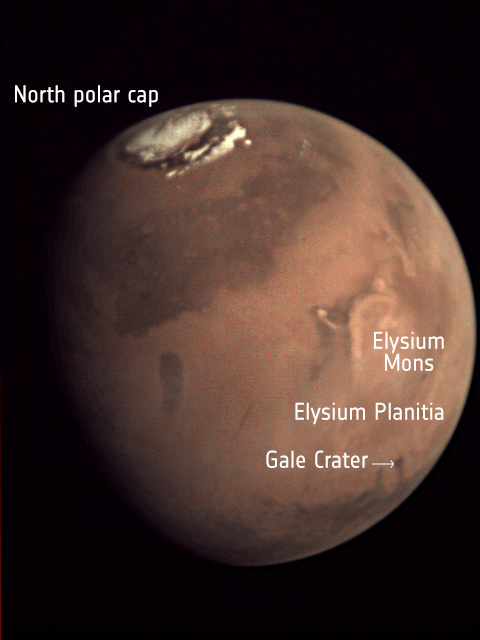
Locatie van Elysium Planitia op Mars

De Elysium Planitia is  gelegen in de Elysium- en Aeolis-vierhoeken, is een brede vlakte die zich uitstrekt over de evenaar van Mars, gecentreerd op 3,0 ° N 154,7 ° E. Het ligt ten zuiden van de vulkanische provincie Elysium, het op een na grootste vulkanische gebied van de planeet, na Tharsis.

## Het Gebied
De grootste kraters in Elysium Planitia zijn Eddie, Lockyer en Tombaugh. De Elysium planitia heeft ook rivierdalen, waaronder Athabasca Valles, misschien wel een van de jongsten op Mars. Aan de noordoostkant is een langwerpige depressie genaamd Orcus Patera, en dit en enkele van de oostelijke vlaktes werden afgebeeld in de Mariner 4 flyby uit 1965.